# Igreja Presbiteriana Evangélica (EUA)
A Igreja Presbiteriana Evangélica - IPE (em inglês Evangelical Presbyterian Church - EPC) é um denominação cristã americana, de governo presbiteriano e teologia Reformada, expressa em um ortodoxo visão conservadora. O lema da Igreja Evangélica Presbiteriana é "Nas coisas essenciais, unidade, nas não-essenciais, liberdade; em todas as coisas caridade; a verdade no amor". O Gabinete da Assembleia Geral está localizado em Livônia, Michigan, perto de Detroit. 
Conforme estatísticas da denominação, em 2023 havia 121.058 membros afiliados, em 629 igrejas.

## História

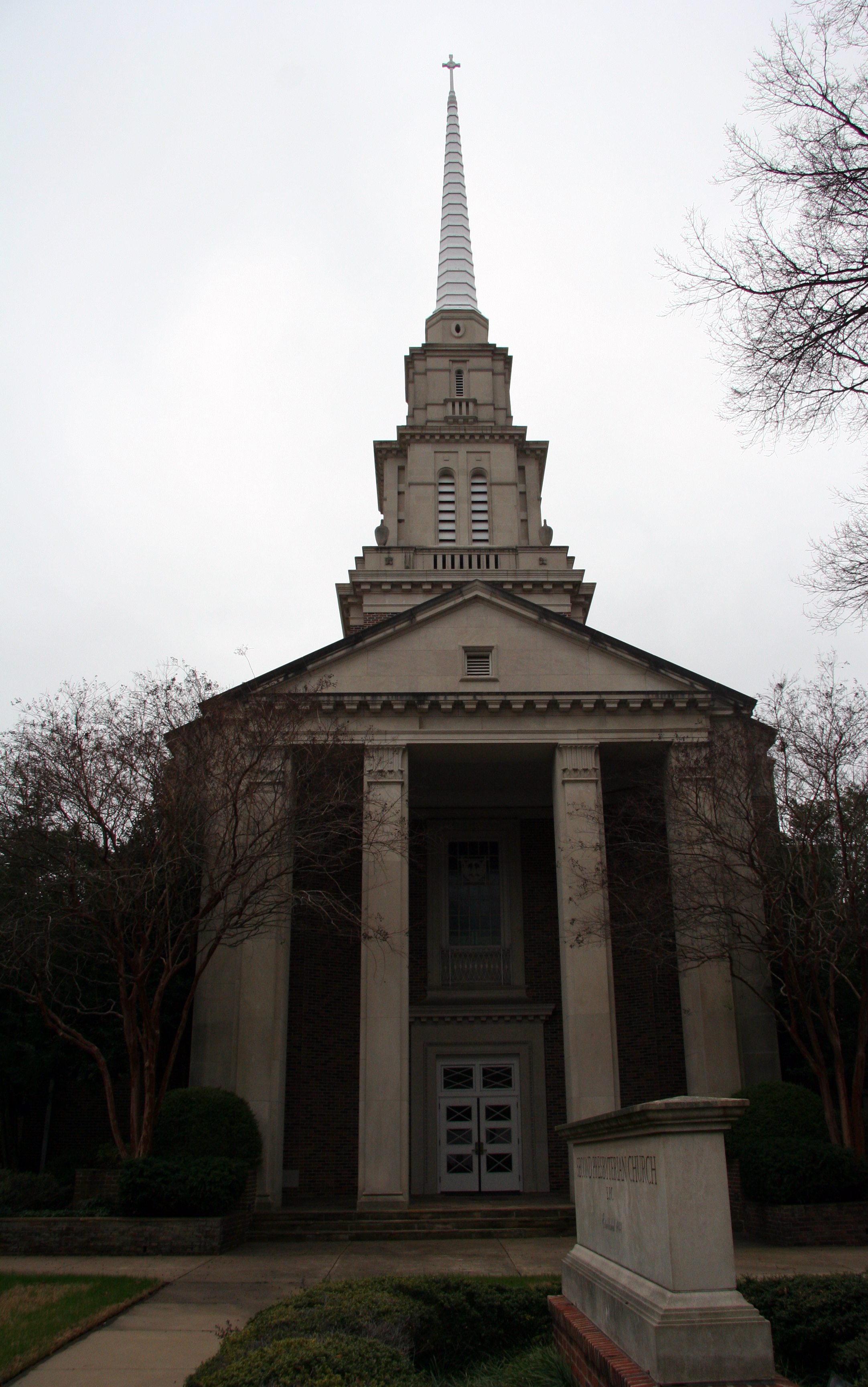
Segunda Igreja Presbiteriana de Memphis.

A IPE começou como resultado de reuniões de oração em 1980 e 1981 por pastores e anciãos cada vez mais influenciados pelo Teologia liberal no ramo "norte" do presbiterianismo (a Igreja Presbiteriana nos Estados Unidos, antecessora da Igreja Presbiteriana (EUA). Dois eventos serviram como catalisadores importantes em sua separação: o caso de Kenyon de 1975 e o de Kaseman de Winn em 1981. Kenyon era um graduado do seminário que, de boa consciência declarou que iria recusar-se a participar na ordenação de uma mulher, embora tenha afirmado que ele estaria disposto a servir em um pastorado com mulheres ordenadas na pauta. Embora ele tinha sido ordenado pelo Presbitério de Pittsburgh, em 1975, a Comissão Permanente Judiciária da Assembleia Geral da Igreja Presbiteriana Unida nos Estados Unidos da América derrubou a ordenação de Kenyon porque a aceitação de ordenação feminina era "uma disposição constitucional explícita." Seis anos mais tarde, o presbitério de Maryland permitiu Mansfield Kaseman (da Igreja Unida de Cristo) tornar-se de uma das suas igrejas. Os presbiterianos conservadores o acusavam de negar a Divindade de Cristo.
A primeira assembleia geral da Igreja reuniram-se na Igreja Presbiteriana Evangélica de Ward, nos subúrbios de Detroit, Michigan no final de 1981, para a elaboração de uma lista de crenças essenciais. Esta lista foi intencionalmente curto, a fim de ajudar a preservar a unidade da Igreja em torno dos pontos essenciais da fé na teologia, o governo da igreja, e evangelismo. Na sua fundação, a IPE aprovou uma lista de crenças essenciais, "Os fundamentos da nossa fé", para indicar o que os pontos de vista da IPE como a condição sine qua non do cristianismo evangélico, em parte para tentar garantir que não faria sucumbir aos problemas teológicos que atormentaram suas denominações mãe durante a controvérsia fundamentalista-modernista. "The Essentials" é uma versão mais completa dos Cinco fundamentos que muitos ministros da Igreja Presbiteriana (EUA) haviam rejeitado no "Afirmação de Auburn" de 1923. Originalmente intitulado Os Fundamentos da nossa fé, o nome foi mudado para evitar as conotações negativas que o termo Fundamentalismo tinha ganhado. Este documento serviu para assegurar que a IPE tenha mantido sempre o que é de primordial importância para todos os cristãos evangélicos (nomeadamente o Evangelho, ou boas notícias sobre Jesus), bem como para manter a ortodoxia inerente que sempre foi a marca registrada da denominação. 
Nos mais de 30 anos de sua existência, a IPE tornou-se ativo como uma igreja missionária, através de plantação de igrejas nos Estados Unidos, bem como em uma variedade de campos estrangeiros, particularmente no 10/40 Janela. Um passo importante foi a incorporação do Presbitério de St. Andrews(Argentina) como um dos seus presbíteros. Este presbitério adquiriu independência nacional como o Igreja Presbiteriana de St. Andrews da Argentina depois de muitos anos de cooperação e benefício mútuo. 
A partir da Assembleia Geral de 2007, a IPE criou um temporário, não geográfico, Presbitério Novo Odres, para fornecer um lar para as igrejas associadas à Associação Novo Odres de Igrejas(New Wineskins Association of Churches - NWAC) que é formada por ex-membros da Igreja Presbiteriana (EUA) buscando encontrar um novo lar denominacional depois de descobrir que a denominação em que se encontram atualmente não lhes é considerada adequada teologicamente, organizacionalmente, ou no caráter missional. O Presbitério Novo Odres foi dissolvido em 2011, como sua missão foi concluída. 
Jeff Jeremias, o secretário da denominação anunciou na Assembleia Geral de 2012, realizada na Primeira Igreja Presbiteriana de Baton Rouge, Louisiana, que o número de congregações da IPE tinha aumentado de 182 em 2007 para 364 do 2012, exatamente dobrando em número.
Em 2020, as estatísticas da denominação revelaram 122.216 membros afiliados, em 637 igrejas.

## Demografia
| Ano  | Igrejas | Membros |
| ---- | ------- | ------- |
| 1982 | 35      | 19.000  |
| 1984 | 60      | 23.900  |
| 1986 | 106     | 30.000  |
| 1988 | 120     | 33.000  |
| 1989 | 155     | 50.300  |
| 1990 | 160     | 54.781  |
| 1991 | 155     | 52.645  |
| 1992 | 174     | 55.008  |
| 1993 | 175     | 56.421  |
| 1994 | 177     | 56.499  |
| 1996 | 183     | 57.502  |
| 1997 | 186     | 57.502  |
| 1998 | 187     | 61.347  |
| 1999 | 197     | 63.447  |
| 2000 | 189     | 64.939  |
| 2001 | 193     | 67.808  |
| 2002 | 190     | 69.351  |
| 2003 | 194     | 71.755  |
| 2004 | 181     | 73.941  |
| 2005 | 182     | 73.019  |
| 2007 | 207     | 89.190  |
| 2014 | 520     | 140.000 |
| 2015 | 576     | 149.075 |
| 2016 | 602     | 150.042 |
| 2017 | -       | 145.503 |
| 2018 | 620     | 142.185 |
| 2019 | 629     | 136.336 |
| 2020 | 637     | 122.216 |
| 2021 | 630     | 125.418 |
| 2022 | 627     | 125.870 |
| 2023 | 629     | 121.058 |
| 2024 | 626     | 119.931 |

Entre 1982 e 2016, a denominação cresceu constantemente, passando de 19.000 membros e 35 igrejas para 150.042 membros e 602 igrejas. Todavia, nos anos seguintes a denominação apresentou declínio.
Em 2020, a denominação relatou ter 125.418 membros, em  630 igrejas. Em 2024, eram 119.931 membros, em 626 igrejas.

## Essenciais
A igreja tem uma declaração oficial de sete pontos dos "Essenciais da nossa fé". Estes Essenciais são apresentados em maior detalhe na Confissão de Fé de Westminster. A IPE adoptou também uma explicação da relação entre os "Fundamentos da nossa fé" e os Padrões de Westminster.

## Comparação com outras denominações presbiterianas norte-americanas
Como o próprio nome sugere, o IPE é uma denominação evangélica. Ele associa-se principalmente com corpos reformados que conservam crenças semelhantes ou idênticas sobre a Cristologia, Eclesiologia e posturas éticas/morais. Tal como acontece com praticamente todos os órgãos Presbiteriana ortodoxos, a IPE está empenhada em interpretação bíblica regido pela Confissão de Fé de Westminster, Catecismo Maior de Westminster e Breve Catecismo de Westminster. 
Sendo totalmente dentro da corrente principal Reformada, e da ortodoxia de Westminster, a IPE é mais conservador do que a Igreja Presbiteriana (EUA) sobre assuntos como teologia e comportamento pessoal, ainda é mais moderado do que as principais denominações presbiterianas conservadoras nos Estados Unidos - a Igreja Presbiteriana na América, a Igreja Presbiteriana Reformada Associados e a Igreja Presbiteriana Ortodoxa. A posição mediana da IPE é semelhante à ECO:Ordem Aliança de Igrejas Evangélicas Presbiterianas, que foi formada em 2012 a partir de igrejas que saem do. O Ethos da IPE (resumido em seu lema) permite um maior grau de liberdade em áreas consideradas não essenciais para a teologia reformada do que a Igreja Presbiteriana na América, Igreja Presbiteriana Reformada Associada (EUA) e Igreja Presbiteriana Ortodoxa. 

### A ordenação de mulheres e o movimento carismático
Um exemplo de posição mediana da IPE dentro presbiterianismo americano é a ordenação de mulheres. A denominação permite que cada igreja local decida. Assim, cada sessão de igreja local determina se as mulheres podem servir como presbíteras e diaconisas, cada presbitério local determina se as mulheres podem servir como ministras. Logo, várias igrejas da IPE tem diaconisas e presbíteras, mas poucas igrejas permitem as mulheres ocupar o cargo sozinha ou de pastor sênior. 
Em 2019, todos os seus presbitérios, exceto dois, permitiam a ordenação de mulheres.
Em comparação, a Igreja Presbiteriana (EUA) e a ECO ordenam e tem mulheres ministras; a Igreja Presbiteriana Reformada Associada (EUA) permite que as mulheres sejam ordenados diaconisas, mas não como ministras ou presbíteras. Já a Igreja Presbiteriana na América e Igreja Presbiteriana Ortodoxa não ordenam formalmente as mulheres.
Além disso, a IPE é muito mais tolerante do movimento carismático do que os grupos mais conservadores presbiterianos, e algumas das mais proeminentes igrejas presbiterianas carismáticos da América são membros da IPE.

## Ethos
A IPE tem sido descrito como a versão moderna de Nova Escola do presbiterianismo, enquanto a Igreja Presbiteriana na América, Igreja Presbiteriana Reformada Associada (EUA) e IPO são, essencialmente, o equivalente moderno da Velha Escola do presbiterianismo. A maneira que isso é expresso é no lema é da denominação: "No essencial, unidade, no não-essenciais, Liberdade; em tudo, Caridade verdade em amor.". Isso funciona como uma abordagem de três camadas para questões teológicas. Estas podem ser consideradas como problemas "A", "B" e "C". 
Questões de "A" são aqueles que têm a ver com os "Fundamentos da nossa fé". Este é um resumo dessas questões que são fundamentais para a fé cristã. Na IPE, não há provisão para créditos de desacordo entre os oficiais da igreja (ministros, presbíteros e diáconos) sobre estas questões. Na verdade, espera-se que todos os membros comungantes devam afirmar estes princípios da fé.
Questões de "B" são aqueles que são essenciais para a compreensão da fé reformada, como os chamados Cinco pontos do calvinismo, Teologia do Pacto, o governo presbiteriano, etc. A definição de questões "B" para a IPE é encontrado na Confissão de Fé de Westminster e no Catecismo Maior de Westminster e Breve Catecismo de Westminster. À medida que essas questões não são tão fundamentais como os fundamentos de nossa fé, a IPE permite que ministros, presbíteros e diáconos a exceções de estado para os Padrões de Westminster, desde que essas exceções não violam o sistema de doutrina nela contido. Enquanto não se espera que os membros não-ordenados a aderirem aos Padrões de Westminster, entende-se que a posição de ensino da IPE é encontrado nos Padrões de Westminster. Finalmente, as questões "C" são aqueles em que Reformada, os cristãos ortodoxos podem discordar, e que não violam o sistema de doutrina da IPE. Como dito acima, o que inclui as questões da ordenação de mulheres e do movimento carismático, bem como questões como a escatologia (pontos de vista sobre o fim dos tempos), as preferências de adoração, liturgia, etc.

## Relações intereclesiásticas
A IPE é membro da Fraternidade Reformada Mundial e Associação Nacional de Evangélicos (EUA). Além disso, possuem relações inter-eclesiásticas com a Igreja Presbiteriana do Brasil, Igreja Presbiteriana Reformada Associada (EUA), Igreja Cristã Reformada da América do Norte, Igreja Nacional Presbiteriana do México, Igreja Evangélica Presbiteriana e Reformada no Peru e Igreja Presbiteriana Santo André.
Em 22 de junho de 2023, a denominação aprovou resolução pela qual se retirou da Comunhão Mundial das Igrejas Reformadas, organização a qual foi filiada desde a sua fundação, em 2010.